# Poiana Sărată
Poiana Sărată – wieś w Rumunii, w okręgu Bacău, w gminie Oituz. W 2011 roku liczyła 233 mieszkańców.